# ライフwithデレク
『ライフ with デレク』（原題：Life with Derek）はカナダのファミリーチャンネルで2005年9月18日から2009年3月25日まで放送されたテレビドラマ。日本ではディズニー・チャンネルのみで放送中。

## あらすじ
ケイシーは母と妹の3人暮らし。だが、ケイシーの母、ノーラがジョージ（デレクの父）と再婚して家族になろうと決めた運命の日、2人には見落としていた小さな事実があった。自己主張の強い、2人の10代の長女（ケイシー）と、長男（デレク）が、無理やり同じ家に住まわされることになったのだ。

## メインキャスト
デレク・ヴェントゥーリ：マイケル・シーター/声：岸尾だいすけ
このドラマの主人公。性格は傲慢で自分勝手。学校では一番の人気者である。弟のエドウィンと、妹のマーティがいる。
ケイシー・マクドナルド：アシュリー・レガット/声：小島幸子
このドラマのヒロイン。デレクのことはあまり良いと思っていない。母親の再婚により、デレクと同じ家に住む事になる。引越したため、学校も転校し、成績優秀で勉強熱心だが、シーズン1では「おマヌケちゃん」や「点取り虫」などとあだ名をつけられている。親友はエミリー。妹のリジーがいる。
リジー・マクドナルド：ジョーダン・トドシー/声：シーズン1・2沢城みゆき シーズン3高橋まゆこ
ケイシーの妹。彼女も姉と同じく、デレクと同じ家に住む事になる。心の強い面もあるが、普通の女の子である。
エドウィン・ヴェントゥーリ：ダニエル・マグダー/声：シーズン1・2松元恵 シーズン3河杉貴志
デレクの弟。兄の作戦に加担することがしばしば。性格は兄ほどではないが、2日間ずっと同じシャツを着るなど、少々だらしない所がある。
マーティ・ヴェントゥーリ：アリエル・ウォーラー/声：大前茜
デレクの妹。彼女はケイシーのこともデレクのことも好きなようである。よく皆を困らせている。作中では小学生であるが、学年は不明。
ノーラ・マクドナルド：ジョイ・タナー/声：滝佳保子
ケイシーとリジーの母。家族の中では仲介役になることが多い。たまにジョージと言い争うこともある。
ジョージ・ヴェントゥーリ：ジョン・ラルストン/声：原田晃
デレクとエドウィンとマーティの父。本人曰く、地下室にケイシーの部屋（後にノーラとの部屋になった）を作るなど、日曜大工が得意なようであるが、あまり上手くない。

## サブキャスト
エミリー・デイビス：シャディア・サイモンズ/声：川名真知子
ケイシーが転校初日に出会った親友。ケイシーの相談相手になることも。
サム・リチャーズ：キット・ウェイマン/声：木下尚紀
デレクの親友。
ポール：アーノルド・ピノック/声：加藤亮夫
ケイシーとデレクが通う高校の生徒相談室の先生。ケイシーは転校初日にこの先生を薦められ、当初はあまり行こうとは思っていなかったが、のちによく通うようになる。
ラルフ・パポドポラス：シェーン・ウォーレン・キッペル/声：ヤスヒロ
デレクの親友のひとり。デレクが組むバンドDロックのメンバーでドラムを担当。

## 放送期間・地域

### エピソード
初回放送日・最終放送日はカナダでの日付。
| シーズン   | エピソード数 | 初回放送日      | 最終放送日       |
| ---------- | ------------ | --------------- | ---------------- |
| シーズン 1 | 13           | 9月18日, 2005年 | 1月22日, 2006年  |
| シーズン 2 | 13           | 7月1日, 2006年  | 12月15日, 2006年 |
| シーズン 3 | 26           | 5月11日, 2007年 | 7月5日, 2008年   |
| シーズン 4 | 20           | 7月19日, 2008年 | 3月25日, 2009年  |

### シーズン1
| #  | タイトル                 |
| -- | ------------------------ |
| 1  | 新しい家族               |
| 2  | デレクっていじわる！     |
| 3  | パーティーで大さわぎ     |
| 4  | 男の子vs女の子           |
| 5  | 点取り虫は誰？           |
| 6  | ウェディング・プランナー |
| 7  | デレク・ブランド         |
| 8  | なわばり争奪戦！         |
| 9  | ベビーシッター大作戦     |
| 10 | セレブ気分でいい気分？！ |
| 11 | ギャル戦士ケイシー       |
| 12 | ルールを決めましょ！     |
| 13 | 男のおきて               |

### 放送地域
| 地域・国名     | 放送局         | 放送開始日      |
| -------------- | -------------- | --------------- |
| カナダ         | Family Channel | 3月18日, 2005年 |
| アメリカ合衆国 | Disney Channel | 2005年          |
| アルゼンチン   | Disney Channel | 2007年          |
| 日本           | Disney Channel | 2008年          |